# Фузидова кислота
Фузидова кислота — природний антибіотик, що є похідним стероїдів для перорального, парентерального та місцевого застосування. Вироблення препарату передбачає використання продуктів життєдіяльності Fusidium coccineum. Фузидова кислота вперше отримана у лабораторії компанії «Leo Laboratories» у Данії у 1960 році, а з 1962 року застосовується у клінічній практиці. Незважаючи на наявність кількох структурних аналогів, фузидова кислота залишається єдиним представником класу стероїдних антибіотиків, або фузиданів.

## Фармакологічні властивості
Фузидова кислота — природний антибіотик, що є похідним стероїдів обмеженого спектру дії. Препарат має бактеріостатичну дію, що зумовлена порушенням синтезу білків у бактеріальних клітинах шляхом взаємодії з фактором елонгації G, зв'язуючи його в єдиний комплекс із гуанозиндифосфатом та гуанозинмонофосфатом, стабілізуючи комплекс на рибосомі, та порушуючи гідроліз гуанозинфосфатів, що призводить до припинення подовження поліпептидного ланцюжка. До препарату чутливі наступні збудники: стафілококи (в тому числі метицилінорезистентні), стрептококи, Corynebacterium spp., клостридії, Cladosporium spp., пептококи, пептостептококи, нейсерії. До фузидової кислоти нечутливі більшість грамнегативних бактерій, у тому числі Escherichia coli, сальмонели та шиґели. Найважливішою властивістю фузидової кислоти є висока активність до стафілококів, які нечутливі до інших антибіотиків, у тому числі до метицилін-резистентних штамів. Фузидова кислота має також слабку імуномодулюючу дію, яка полягає у пригніченні вироблення інтерлейкінів та фактору некрозу пухлини.

### Фармакокінетика
Фузидова кислота добре всмоктується в шлунково-кишковому тракті, біодоступність при пероральному прийомі становить 91%. При внутрішньовенному введенні біодоступність становить 100%.Максимальна концентація в крові досягається за 2—3 години. Препарат добре розподіляється в більшості тканин і рідин організму. Високі концентрації антибіотику виявляються в печінці, нирках, легенях, шкірі, жовчі, плевральній рідині, хрящах та сполучній тканині; накопичується в кістковій тканині. Фузидова кислота погано проходить через гематоенцефалічний бар'єр. Фузидова кислота проходить через плацентарний бар'єр, виділяється в грудне молоко. Препарат метаболізується в печінці з утворенням неактивних метаболітів. Період напіввиведення препарату складає 9—14 годин. Виводиться фузидова кислота з організму із жовчю переважно у вигляді неактивних метаболітів, при печінковій недостатності може спостерігатися кумуляція препарату в організмі. При зовнішньому застосуванні системна кумуляція відсутня. при застосуванні у вигляді очних крапель фузидова кислота добре проникає у внутрішньоочну рідину.

## Показання до застосування
Фузидова кислота застосовується переважно при інфекціях, викликаних метицилін-резистентними стафілококами (MRSA): гнійних інфекціях шкіри та м'яких тканин, сепсисі, септичному ендокардиті, інфекціях кісток та суглобів (остеомієліт, гнійний артрит), стафілококовій пневмонії (у тому числі при муковісцидозі). Препарат може застосовуватись при псевдомембранозному коліті, отиті, гонореї (у випадку нечутливості або алергічної реакції до пеніцилінів). Місцево фузидова кислота застосовується у вигляді мазі або крему при інфекціях шкіри та м'яких тканин, у вигляді очних крапель — при кон'юнктивіті, блефариті, кератиті, дакріоциститі.

## Побічна дія
При застосуванні фузидової кислоти побічні ефекти спостерігаються частіше при системному застосуванні (згідно даних клінічних досліджень — у 11—21% випадків системного застосування). Найчастіше (переважно при пероральному застосуванні) спостерігаються побічні явища з боку травної системи — частіше нудота, блювання, біль в животі, діарея, біль при ковтанні, рідше порушення функції печінки, підвищення рівня активності амінотрансфераз в крові, підвищення рівня білірубіну в крові. Алергічні реакції — висипання на шкірі, свербіж шкіри, гіперемія шкіри, еозинофілія — при системному застосуванні спостерігаються рідко, при місцевому застосуванні ці ускладнення спостерігаються частіше. При внутрішньовенному введенні препарату часто спостерігаються флебіт і періфлебіт. Дуже рідко при системному застосуванні препарату спостерігаються гранулоцитопенія та тромбоцитопенія.

## Протипокази
Фузидова кислота протипоказана при підвищеній чутливості до препарату, при печінковій недостатності, підвищенні рівня протромбіну в крові. З обережністю препарат застосовується при вагітності та годуванні грудьми. Системне застосування фузидової кислоти із препаратами групи статинів протипоказано у зв'язку із високим ризиком розвитку рабдоміолізу.

## Форми випуску
Фузидова кислота випускається у вигляді таблеток по 0,125 та 0,25 г; гранулах для прийому всередину по 2,5 г у флаконі; 5% суспензії для прийому всередину у флаконах по 90 мл; порошку в флаконах для ін'єкцій по 0,25 та 0,5 г; 1% очних крапель по 5 мл; 2% мазі та крему для зовнішнього застосування по 5, 15, 30, 100 г; 2% гелю у тубах по 15 г. Фузидова кислота разом із метилурацилом входить до складу комбінованого препарату «Фузимет». Фузидова кислота разом із гідрокортизоном входить до складу комбінованого препарату «Фуцидин Г». Фузидова кислота разом із бетаметазоном входить до складу комбінованого препарату «Фуцикорт».